# 23562 Hyodokenichi
23562 Hyodokenichi este o planetă minoră (asteroid), cu un diametru de 7,361 km, din centura de asteroizi. A fost descoperită pe 2 octombrie 1994 la Kitami Observatory⁠(d) de Kin Endate. 
Obiectul prezintă o orbită caracterizată de o semiaxă mare de 2,5600785 UAi, o excentricitate de 0,3, o înclinație de 12,11139 ° în raport cu ecliptica.